# Petro Holinej
Petro Holinej (ur. 12 lipca 1973 w Dobrotowie) – ukraiński biskup greckokatolicki obrządku bizantyjsko-ukraińskiego, eparcha pomocniczy kołomyjski od 2023.

## Życiorys
Święcenia kapłańskie otrzymał 29 listopada 1998 i został inkardynowany do eparchii kołomyjsko-czerniowieckiej. Pracował jako wikariusz parafii w Delatynie, był jednocześnie dekanalnym duszpasterzem młodzieży oraz dziekanem dystryktu Yaremche. W 2021 powołany na stanowisko kanclerza kurii w egzarchacie apostolskim Włoch.
Został wybrany biskupem pomocniczym eparchii kołomyjskiej. 12 lipca 2023 papież Franciszek zatwierdził ten wybór i nadał mu stolicę tytularną Abrittum. Chirotonii udzielił mu 20 sierpnia 2023 arcybiskup Swiatosław Szewczuk.